# Jay Miller
Jay Julian Miller (St. Louis, 19 luglio 1943 – Tempe, 5 aprile 2001) è stato un cestista statunitense, professionista nella NBA e nella ABA.

## Carriera
Con gli Stati Uniti disputò i Campionati mondiali del 1967.

## Palmarès
- Campionato ABA: 1

Indiana Pacers: 1970
- Coppa Intercontinentale: 1

Akron Wingfoots: 1967